# جون بي دونوهيو
جون بي دونوهيو (بالإنجليزية: John P. Donohue)‏ هو ضابط وجراح أمريكي، ولد في 25 ديسمبر 1932 في مقاطعة ويستتشستر في الولايات المتحدة، وتوفي في 4 سبتمبر 2008 في بلدة دروموند في الولايات المتحدة.